# Prélude à l'après-midi d'un Faune

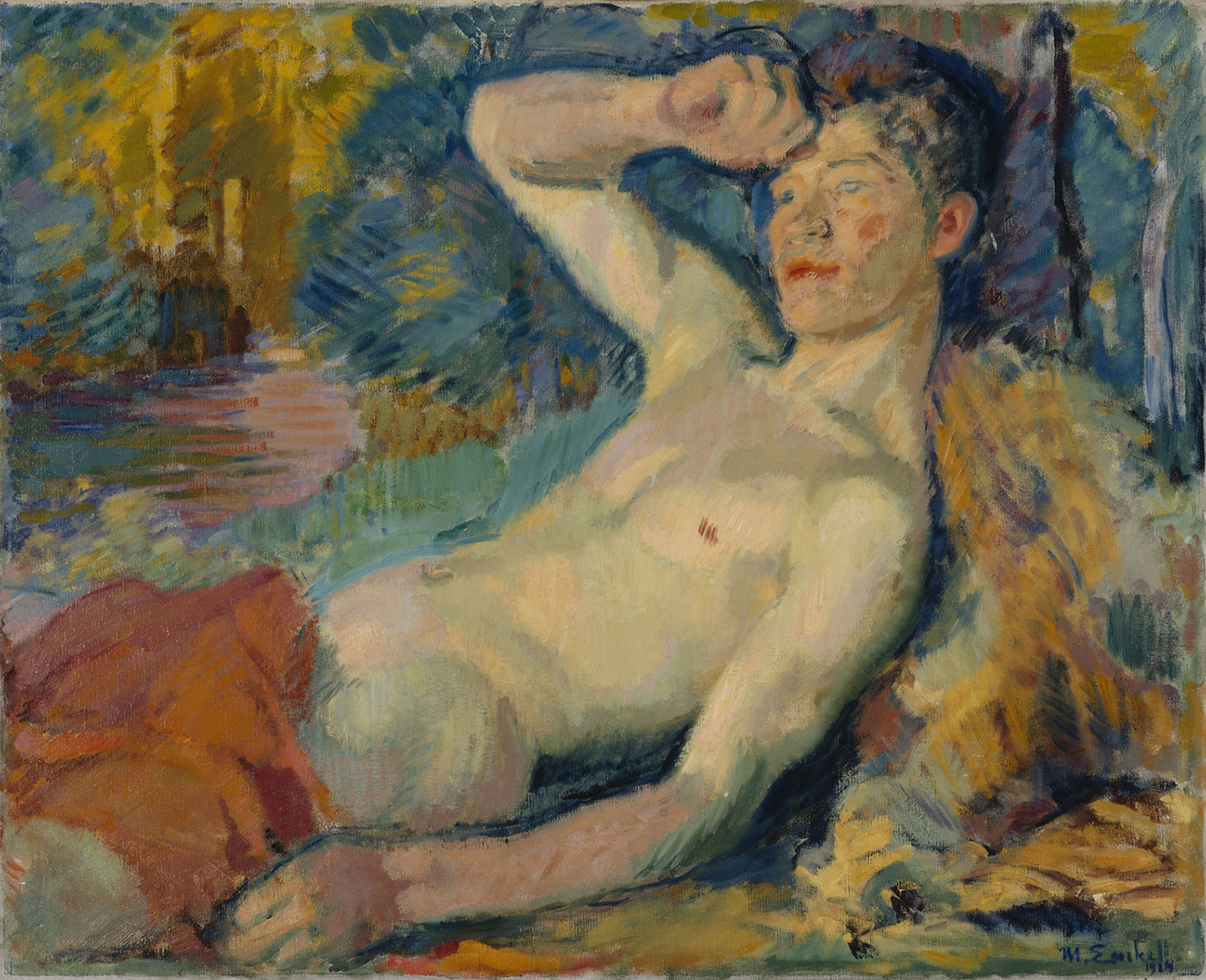
Fauno de Magnus Enckell, 1914.

Prélude à l'après-midi d'un Faune (Prelúdio à Tarde de um Fauno) é um poema sinfônico composto por Claude Debussy, músico clássico francês, entre 1892 e  1894, baseado em um poema de Stéphane Mallarmé. Sua estréia se deu em Paris na  Société Nationale de Musique, no dia 22 de dezembro de 1894 sob a direção de Gustave Doret. Alguns críticos consideram sua apresentação como marco inicial da música moderna. É uma obra considerada um dos expoentes da música impressionista.

## A Obra
A música é baseada no poema L'Après-midi d'un faune de Stéphane Mallarmé, escrito em 1865 e publicado em 1876,  com ilustrações do pintor impressionista francês, Édouard Manet. O  poema conta a história, em um clima sensual,  de um fauno que toca sua flauta  nos bosques e fica excitado com a passagem de ninfas e náiades, tentando alcançá-las em vão. Então, muito cansado e fraco, cai em um sono profundo e passa a sonhar com  visões que o levam a atingir os objetivos que dentro da realidade não tinha alcançado.
A música de Debussy e a poesia de Mallarmé inspiraram um balé,  criado por  Vaslav Nijinski em  1912,  revolucionário para a época por sua sensualidade.

## A Criação
Debussy procurou considerar  "a impressão geral do poema"  ilustrada por instrumentos que realçam e colorem as emoções e as impressões das passagens invocadas. Segundo o autor "…São na verdade sucessivos cenários por onde se movem os desejos e os sonhos do fauno no calor da tarde".  Debussy denominou a esta peça de "Prelúdio" porque tencionava escrever uma suíte (prelúdio, interlúdio e parafrase final). Porém, nunca o fez, ficando só a primeira parte.

## A Execução
- Prélude à l'après-midi d'un Faune (Prelúdio à Tarde de um Fauno) - très modéré - duração: 10 minutos  (aproximadamente).

A orquestra é formada por: três flautas, dois oboés, um corne-inglês, dois clarinetes, dois fagotes, quatro trompas, duas harpas, e instrumentos de cordas (violinos, violas,  violoncelos, contrabaixos).